# 澳門公共服務一戶通
澳门公共服务一户通（葡萄牙語：Conta Única de Macau；簡稱“一戶通”）是澳门特区政府在2019年元旦推出的手机应用程序，旨在为居民提供统一的电子账户。 该应用于2022年4月11日推出了全面升级的2.0版本。2024年7月澳門與香港共同推出「港澳通關二維碼」，港澳兩地居民可使用各自二維碼通關，不需使用身份證。

## 背景
澳門特区政府正在推动“一网通办”策略，以进一步发展电子政务并向智慧政务方向发展。澳門特区政府正在建立统一的电子平台和统一的电子账户（“一网一户”），这是实施和发展智慧政务的重要举措。通过优化实体服务、加强跨部门合作和简化跨部门流程，澳門特区政府将为市民提供更全面和个性化的在线服务，以满足他们在不同生活阶段的需求。
根据第35/2018号行政法规《电子服务》，自2019年1月1日起，澳門特区政府将正式实施一项新的法规。该法规要求澳門特区政府建立统一的电子平台和电子账户，以方便市民通过统一的电子账户，在统一的网站平台或手机应用程序上获取澳門特区政府提供的电子化服务，并接收个人化的信息通知和查询申请进度等。同时，政府部门将逐步整合用户的账户系统，以实现澳門特区政府的“一网一户”便民策略。
2021年1月，為協助居民開設“澳門公共服務一戶通”帳戶，行政公職局聯同多個公共部門和社團，於澳門不同地點設立“一戶通”臨時服務點。
2022年4月11日，“一戶通”手機應用程式及網頁版全面升級及上線2.0版本。為市民提供多項便捷服務，包括線上辦理出生證明、我的卡包、我的車輛及繳納行車稅等服務，技術層面、數據管理以至服務呈現等均進行了革新，並且強化了雲計算中心的運作，保障系統運行的穩定。“一戶通2.0”圍繞四大板塊進行構建，包括“我的服務＂、 “我的資訊＂、 “我的應用＂和“我要溝通”。整體強調個人化，以滿足用戶需求和優化用戶體驗。
2023年9月9日凌晨，“一戶通”公佈新版本，優化電子支付的穩定性和使用體驗，以配合金融機構的支付工具升級。
2024年7月19日，澳門身份證明局、治安警察局等部門與香港入境事務處合作，共同推出「港澳通關互用二維碼」，合資格香港居民可透過「非觸式e道」應用程式的二維碼，使用澳門的自助通道設施過關；而澳門居民可利用「一戶通」應用程式的「通關碼」，使用香港e道自助辦理出入境手續，毋須出示實體身份證。
2025年3月13日，推出5.9.0新版本，更新後用戶後方可辦理使用面容識別確認身份的電子服務，包括“旅行證件”、“在生證明”等。

## 申請對象及條件
一戶通初期僅提供持澳門電話人士及年滿18歲的人士進行開戶，由2021年1月1日起支援外地手機號碼接收驗證碼進行在線開戶。在外地居住的澳門居民進行網上開戶時，只需下載“一戶通”手機應用程式，選擇適用的電話區號並輸入手機號碼，獲取驗證碼和填寫個人資料，再按指令進行面容識別、同意協議及設定用戶名及密碼，便可在線確立電子身份識別，成功開通“一戶通”帳戶。倘身處外地的居民具備澳門手機號碼並有使用短訊漫遊服務，而電信服務供應商的漫遊服務能夠覆蓋所處國家或地區，亦可透過有關號碼來接收驗證碼。
由2021年6月21日起，“一戶通”推出由父母或監護人為未成年子女網上開戶服務，用戶可經“一戶通”辦理與未成年人相關的服務，例如透過“一戶通”內的“我的健康”，隨時隨地查閱個人醫療記錄、疫苗接種記錄，以及預約接種流感疫苗等，並進行健康管理。同時對網上開戶程序作出簡化和優化，對18歲或以上的澳門居民在開戶後無需再填寫姓名，只需驗證手機號碼和輸入申請人資料（身份證編號、性別、出生日期），再進行面容識別即完成開戶。
2023年5月29日，持有“外地僱員身份認別證”（俗稱“藍卡”）的人士可線上開立“一戶通”帳戶，無需親臨服務櫃枱辦理。同時，“一戶通”亦增設外地僱員資料查詢及更新服務，便利外地僱員了解其逗留許可資料等重要資訊。

### “一戶通”（個人）
服務申請對象包括澳門居民身份證（包括永久及非永久）、外地僱員身份認別證及其所使用之證件（包括往來港澳通行證、中華人民共和國護照、香港居民身份證或護照等）、特別逗留證及其所使用之證件（如：因公往來港澳通行證、中華人民共和國護照等），中華人民共和國的身份證明文件（包括護照、居民身份證及往來港澳通行證）、香港居民身份證及所有國家的護照。申請條件必須具備流動電話號碼以作核實、提供通訊地址但無需遞交地址證明；如申請人未滿18歲須由其父母或監護人代申請人辦理申請手續，申請人可以無需親臨。申請人可帶同有效身份證明文件親臨行政公職局、政府綜合服務大樓及各區市民服務中心的指定服務櫃枱申請，凡持有澳門居民身份證的人士，可利用設於各區的自助服務機辦理。

### “一戶通”（實體）
實體用戶為社團/財團、公司、自然人商業企業主等而設的實體使用者帳戶，可以透過帳戶使用各項以實體為對象的電子化服務。為方便實體進行管理和指派工作，實體使用者帳戶提供了工作人員登入號，供實體授權屬下指定人員使用及指派登入使用特定的電子服務。申請對象包括法人（包括社團/財團、公司等）；自然人商業企業主；無法律人格的組織（包括澳門特別行政區內的樓宇管理機關）。申請條件包括須提供實體和合法代表的身份識別資料、與帳戶關聯的澳門流動電話號碼及通訊地址及能確認具權力開立實體使用者帳戶的資料或文件。

## 服務
2019年7月25日，澳門特別行政區政府首次開展關於“一戶通”各方面的宣傳工作，加強向市民推廣使用。當時已提供的服務包括：預約及取籌、公職報考、家傭及飲食牌照申請和進度查詢、社保供款查詢、以及醫療記錄查詢等。
2023年9月19日起，一戶通預約櫃枱服務拓展至全澳28個公共部門，共涵蓋超過600項服務，涉及稅務、就業、社福、身份、市政、政務、公證、工務和出入境等。並推出“登記及更改地址”服務，改善過往居民需向政府部門更改通訊地址的手續，涉及23個市民常用的部門服務，全程可於網上辦理，無需親臨部門。
2024年8月15日，推出“結婚一件事”和“出生一件事”服務，將多個公共部門的服務整合為一項申辦服務，大幅減少結婚人士和新生兒父母親臨部門及重複遞交文件，實現結婚申請、出生登記全程電子化，並整合結婚津貼和出生津貼申請。結婚人可透過“結婚一件事”辦理包括結婚申請、預約結婚日期、更新身份證婚姻狀況以及申請結婚津貼的服務，而結婚人還可以選擇由民事登記局登記官、教堂的司祭或者私人公證員主持結婚。而新生兒父母在接獲醫院發出載有可辦理出生登記日期的“辦理通知”後，即可透過“出生一件事”辦理包括出生登記、新生兒身份證、更新俗稱“金卡”的衛生局掛號卡個人資料、申請出生津貼以及預約辦理回鄉證的服務。

### 行政法務司

#### 一戶通1.0時期
2020年5月18日起，法務局的“網上申領電子書面報告服務”延伸適用於“一戶通”用戶。
2020年10月，“一戶通”平台開通遙距開戶服務，遙距開戶採用面容識別作為身份識別工具。
2020年11月3日，新增七項電子化公共服務，包括申領電子證明及辦理聲明書。分別包括法務局及身份證明局的商業登記、物業登記、出生登記、婚姻登記及刑事紀錄的電子證明。用戶在辦妥證明後，將透過短訊、電郵或“一戶通”收到通知，隨即可於網上領取有關電子證明，而該等電子證明的法律效力等同於紙本證明。同日起另推出教育暨青年局學生福利基金的網上辦理及領取大專助學金聲明書，學費援助、膳食津貼及學習用品津貼聲明書的服務。申請人只需填妥所需的資料及提交申請，待審批完成後，申請人收到短訊、電郵或“一戶通”通知後便可領取電子聲明書，此服務費用全免。

#### 市政署
2022年9月6日，市政署“市政之友”會員卡可透過“一戶通”作出申請，只需要在網站平台或流動應用程式上填寫簡單資料，就可以申請成為“市政之友”會員，亦可將已辦理的會員卡綁定於“我的卡包”方便日後使用。

#### 電子身份
2023年6月30日，身份證明局於“一戶通”內推出“電子身份”，提供嶄新的確認身份方式，方便居民無需出示實體居民身份證便可辦理公共部門及私人機構的服務。“電子身份”面向全澳居民，凡持有澳門特區居民身份證的人士均可綁定。“電子身份”適用於居民在公共部門櫃檯辦理服務時使用，如居民須提供資料完成服務，部門職員在掃描“電子身份”二維碼後，便可透過系統提取相關資料完成申請，居民無需提供身份證副本。亦可應用於網上預約辦理回鄉證、金融服務（如網上開戶、重設密碼、申請貸款和銀行卡等）及電訊服務（如網上申請流動電話服務及互聯網服務）。澳門居民同時可透過“電子身份”功能於所有口岸的人工通道及非“合作查驗，一次放行”的自助通道通關。通關時，居民只需打開一戶通“我的通關”二維碼及確認身份後便可通關。
為配合“電子身份”的推出，加強個人資料保護，同日起為“電子身份”和“我的健康”兩項服務，推出由用戶選擇是否使用的密碼功能。
2023年8月1日起，居民可憑“電子身份”在私人醫療診所使用醫療券，醫療診所人員透過手持設備掃描“電子身份”二維碼後，便可確認當事人身份，以及扣減所需的醫療券金額，居民亦可在“一戶通”上查看醫療券餘額及轉移醫療券。
2023年9月1日起，“电子身份”可用於報讀持續進修發展計劃及課程簽到，在教育机构报读课程时，居民只需使用“电子身份”的“扫码提供资料”功能，透过扫描教育机构的二维码，同意提供指定资料及通过面容识别确认身份后，便会生成专属二维码供教育机构扫码取得当事人资料，方便在课程报名时核实身份及减少输入相关资料的需要。出席课程时，居民出示“电子身份”二维码供教育机构查验便完成签到及签退，同时亦可在“一户通”上查看《持续进修发展计划》的可用余额。

### 社會文化司

#### 社會保障基金
2021年1月1日起，市民可透過“一戶通”一次性辦理社會保障基金、社會工作局及退休基金會的在生證明手續。
2021年7月1日，社會保障基金的電子申報服務改為須透過“一戶通”的實體使用者帳戶作為登入帳號。
2022年9月20日，合資格長者可透過“一戶通”手機應用程式或網頁，無需親身辦理及提交養老金申請，系統會自動按申請人實際情況計算其可領取的養老金金額，並顯示申請人基本資料，申請人只須提供銀行帳戶資料並通過面容識別，便可完成申請。
2023年4月上旬，社會保障基金於“一戶通”新增電子支付服務，僱主可使用“一戶通”繳納僱員任職情況沒有變動或已於電子申報系統完成申報的強制性供款，以及外地僱員聘用費；任意性制度受益人同樣可於月內以“一戶通”繳納供款。

#### 衛生局
2019年3月26日，推出個人健康電子記錄系統，但須透過「一戶通」帳戶登入方可使用。
2020年11月9日，推出線上預約服務，居民透過衛生局網站或手機App使用“一戶通”帳號並具有衛生局掛號卡（俗稱金卡）號碼的人士，透過帳號登入專頁內「我的健康」欄內，選取「門診服務」即可進行衛生中心門診預約、衛生中心非預約門診取籌、醫院門診轉介、查詢醫院轉介記錄及門診預約記錄。
2022年4月1日，配合第5/2022號行政法規《防疫接種制度》生效，為配合推動電子政務，衛生局設立防疫接種紀錄電子服務平台，並提供個人接種手冊的數碼格式，並自當天起推出「電子疫苗接種手冊」，居民可在「一戶通」內查閱個人疫苗接種紀錄，衛生中心亦可協助有需要的居民列印。原有的個人接種手冊（俗稱「黃色針簿」）將不再進行更新，但舊記錄仍有效。
2023年7月12日起，衛生中心體格檢查（車輛駕駛員體格檢查、投考大專院校體格檢查）及戒煙評估門診（護理評估及講座）服務新增透過“一戶通”、衛生局網站及其應用程式進行網上預約，居民只需要登入帳戶並於“我的健康”內 ，選擇“門診服務”、“衛生中心門診預約”即可。
2023年7月26日起，於“一戶通”內“我的健康”推出“醫生檢查證明書”下載服務，以及同步推出證明書二維碼驗證功能。此服務及功能只適用於推出當日或之後（即當天或之後），且僅由仁伯爵綜合醫院或衛生中心簽發的“醫生檢查證明書”。
2023年8月1日起，為配合“醫療補貼計劃”推出優化方案，以一體機設備取代現行的設備配套，市民及業界可透過一戶通內的“電子身份”使用電子醫療券，期間設有過渡期，先於8月1日至8月31日期間，新舊設備均可接收電子醫療券，居民及業界可選擇以任一設備接收電子醫療券；並自 9月1日起，正式以一體機取代舊設備。沒有‶一戶通電子身份″的居民，則仍可持永久性居民身份證透過一體機扣除電子醫療券。
2023年9月1日，推出 “一戶通”預約續領“專科門診藥房”藥物服務，適用對象為在仁伯爵綜合醫院專科門診藥房續領藥物的免費就診者。可領藥的日期為原續領藥物日期前15天至後7天內，基於配藥需時，故須最少提前3天進行預約。免費就診者或代領人可以透過“一戶通”→“我的健康”→“個人醫療記錄”→“藥物續領”進行預約，系統會按以上規則顯示可預約續領的日期，不需自行計算。藥劑人員根據預約續領的日期預先為免費就診者配好藥物，其只須於成功預約的續領日期當天或翌日起計7天內，於仁伯爵綜合醫院專科門診藥房辦公時間內前往領藥櫃位續領藥物，無須現場取籌。免費就診者或代領人可同時透過“一戶通”查詢預約情況。
2025年2月12日，推出“我的健康2.0”，該版本使用者介面全新設計，多項健康服務功能重新整合，還新增多項實用功能。該版本新增了“醫療報告申請”服務，居民全程線上申請，無需親臨。另外，新增了“上傳醫療報告”居民將可自行上傳尚未納入電子健康紀錄平台（eHR）的醫療報告或藥單於系統內，方便日後隨時查閱。

#### 體育局
2022年11月24日起，“一戶通”可預約體育局轄下二十七個體育設施，以及報名大眾體育健身興趣班。“運動易”會員除可透過體育局網站、體育局手機應用程式或現場預約體育設施，亦可使用“一戶通”租場，同時可按步驟註冊成為“運動易”會員。而“一戶通”的“場地設施預約”服務直至2022年11月下旬亦包括市政署和行政公職局轄下四十六個場地及設施。
2023年9月15日，體育局宣佈由該年10月中旬起優化租用政府體育場地規定，除了預約游泳場地維持提前兩天外，其他場地由現時的提前7天預約改為3天，並增至2名實名取場者，其中1名須為租場人，又計劃打算取消“運動易”制度並由“一戶通”取代。

#### 文化局
2023年1月1日，文化局於“一戶通”內新增各項藝文活動報名服務，文化局網站內的活動報名系統將於同日起停止更新。用戶可透過活動報名服務，查詢已報名活動的流程及結果，全程網上進行，更便於市民報名參與各項藝文活動。用戶在進行活動報名時，由於“一戶通”已確認本人身份，無須再輸入個人資料。活動成功報名後，可於系統內的申請記錄頁面作查閱，同時成功申請的事項將自動錄入“我的備忘”，用戶可於“我的”頁面點擊“我的備忘”以查看行事曆，並可接收 “一戶通”的提前推送消息作為活動提醒。
2023年4月28日，文化局於“一戶通”內新增“我的借書”功能，用戶可透過該項功能，查看公共圖書館的借閱記錄、圖書或影音資料預約情況、已借和逾期未還狀態等帳號資料，亦設有查找圖書與影音資料、網上預約及續借圖書館藏、線上支付逾期歸還罰款等功能。另外於一戶通“我的卡包”綁定文化局公共圖書館讀者證後，亦可於線下使用，方便在公共圖書館內之自助借還書機及櫃枱借還圖書與影音資料。
2023年6月8日，文化發展基金表示，於2023年9月起推出的資助計劃，僅接受由“一戶通”帳戶登入基金網上系統提交的申請。

#### 教育及青年發展局
2023年8月3日起，推出“我的教育”功能，服務對象包括學生、家長、教職員以及學校/機構，各類服務對象均可透過“我的教育”查詢和辦理申請。學生可辦理多項學習用品津貼及獎助學金的申請、申請各項聲明書、以及查閱持續進修發展計劃個人進修帳戶紀錄及課程簽到紀錄；家長可為子女辦理“幼兒首次入學中央登記”手續；同時，亦新增了“非高等教育私立學校教學人員職級查詢”的功能，教師可透過有關功能查詢職級資料；私立補充教學輔助中心亦可辦理申請准照或更改運作條件的手續。持續進修發展計劃的受益人亦可於9月起透過“我的教育”向教青局提出發放資助的個人申請。另外，如父母（或監護人）已為未成年子女（或被監護人）開立“一戶通”帳戶，並選擇透過“一戶通”為其辦理申請，可先於“一戶通”的“切換帳戶”頁面添加未成年子女的帳戶，隨後可按需要進行不同帳戶切換，便利日常使用“我的教育”相關服務。
2023/2024學年起，推出“內地聯校保送（中國內地普通高校聯合招收澳門保送生）”功能，屆時學生必須使用「一戶通」帳戶登入保送生推薦系統提交報考資料，公佈總錄取結果後學生可以在系統自行下載由教青局簽發的《預錄取通知書》，中學端和内地高校端繼續使用原有的系統。

### 經濟財政司
2022年11月8日，財政局於“一戶通”增設“我的稅務＂服務，提供常用的稅務查詢及繳納服務項目。市民可隨時登入“一戶通”，便可查閱及繳納稅單、查詢職業稅收益結算結果、查詢所得補充稅收益評定通知書，可隨時辦理各項稅務服務。“我的稅務”功能首先推出“查閱及繳納稅單”、“掃碼繳稅”、“查詢職業稅收益結算結果”，以及“查詢所得補充稅收益評定通知書”等四項常用的稅務服務項目。
2023年8月1日起，勞工事務局開通一戶通「職業培訓課程報名」服務。公眾可透過該服務查詢培訓課程最新資訊、個人報讀課程狀況及申請電子完成課程證明。

### 保安司

#### 治安警察局
2019年初，治安警於“一戶通”上線的家務工作外地僱員申請服務。為進一步便利家務工作外地僱員續期，治安警察局經充分應用電子平台功能，治安警於2020年9月1日在“一戶通”手機應用程式上推出“家務工作外地僱員續期便捷領證服務”，減少家務工作外地僱員前來辦理的次數。僱主只要使用“一戶通”應用程式辦理家務工作外地僱員續期申請，並透過該程式繳納辦證費用，家務工作外地僱員即可在10天（非工作天）後到所選地點（包括：北安出入境事務大樓、黑沙環新街政府綜合服務大樓或離島政府綜合服務中心），同時領取新的“僱員身份的逗留許可”憑條及《外地僱員身份認別證》。
2021年3月14日，治安警推出新版《外地僱員身份認別證》（俗稱：藍卡），於全澳多個地點設置的24小時自助服務機，增加辦理「僱員身份的逗留許可」續期功能。在無須換證的情況下，外地僱員日後便不必再為換取新證而前往辦證地點，而是在僱主提交之續期申請獲批後(如：僱主藉「一戶通」替其家務工作外地僱員線上提交申請和即時取得審批結果)便可隨時到治安警察局自助服務機，透過拍卡即時更新其「僱員身份的逗留許可」期限及列印該許可憑條。

#### 澳門海關
2023年10月18日，推出“清關易”對接“一戶通”實體帳戶服務，經營人可透過「一戶通」實體帳戶註冊使用「清關易」服務時，只需網上提交註冊所需資料，通過認證後就可使用「清關易」服務。此外，經營人亦可於「清關易」 首頁上使用「一戶通」實體帳戶進行登入服務，在原有使用流動電話註冊及登入之基礎上，提升業界使用體驗。

### 運輸工務司

#### 交通事務局
2022年10月15日，為配合第6/2022號法律《以電子方式出示駕駛車輛所需文件》生效，駕駛者在行車時可選擇透過“一戶通”，以電子方式出示駕駛執照和民事責任保險證明文件（車保），效力等同實體駕照及紙本車保。同時，駕駛者將可免除攜帶車輛識別文件（登記摺）、所有權登記憑證（車契）、車輛通過定期或特別檢驗的證明文件。為配合上述法律的生效，駕駛者同時可透過“一戶通”綁定有效的澳門駕駛執照和特別駕駛許可證。
2023年7月18日，一戶通“我的車輛”功能新增顯示汽車所有權登記資料的功能，方便車主透過“一戶通”查看個人的汽車所有權登記資料。此外於同年8月7日起於一戶通推出汽車登記書面報告（俗稱 “查車紙”）（電子版）和汽車登記證明（紙本或電子版）。

#### 土地工務局
2023年9月1日起，都市建築及城市規劃範疇技術員的非首次註冊及續期可於網上申請。

### 橫琴粵澳深度合作區
2023年9月19日起，「一戶通」服務首次延伸至橫琴粵澳深度合作區，增設位於橫琴市民服務中心內的政務服務中心7項常用業務的櫃枱預約，包括商事登記、社保、公證、不動產登記、飲食場所許可、藥品零售許可，以及商標註冊等業務。透過「一戶通」成功預約橫琴辦理櫃枱服務，可在約定時間段內到達橫琴政務服務中心服務台現場出示預約二維碼進行取籌，並在指定的業務櫃枱辦理事務。

## 外部連結
- 一戶通網頁版入口
- 澳門特區門戶網站上的一戶通介紹
- Google Play商店中的澳門公共服務一戶通